# 动能

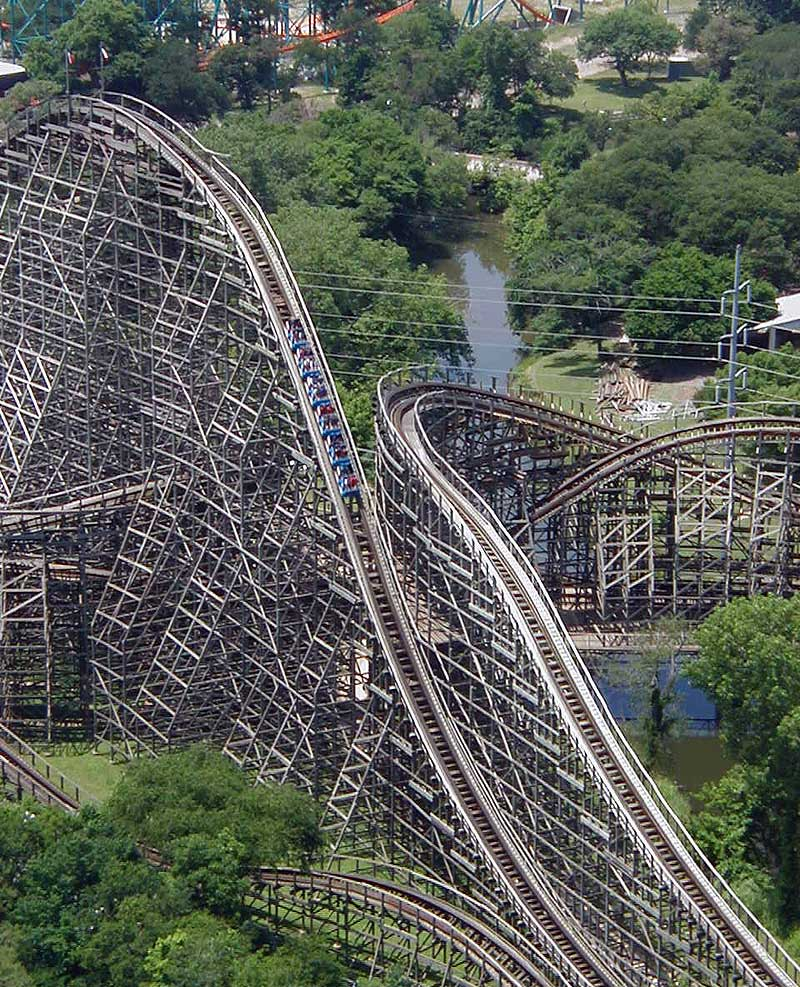
車子在斜坡上的位置不同，其動能與势能（位能）亦不相同。

动能 （英語：Kinetic energy）是物质运动时所得到的能量。它通常被定义成使某物体从静止状态至运动状态所做的功。由于运动是相对的，动能也是相对于某参照系而言。同一物体在不同的参照系会有不同的速率，也就是有不同的动能。动能的国际单位是焦耳（J），以基本单位表示是千克米平方每秒平方（kg·m2·s−2）。一个物体的动能只有在速率改变时才会改变。

## 经典力学
在经典力学，一个质点（一个很小的物体，它的大小基本可以忽略）或者一个没有自转的刚体的动能、速率与质量的关系是：
{\displaystyle E_{k}={\frac {1}{2}}mv^{2}}
其中{\displaystyle E_{k}}代表动能，{\displaystyle m}代表质量，{\displaystyle v}代表速率。
而当一个物体的质量不变，一个物体平移的动能、速率与质量的关系亦同上。
一个物体的动能与動量的关系为：
{\displaystyle E_{k}={\frac {p^{2}}{2m}}}
其中{\displaystyle E_{k}}代表动能，{\displaystyle p}代表动量的数值及{\displaystyle m}代表质量。

### 推导与定义
我们可选择任意一个惯性参考系来考虑动能。一个物体原来静止，在受到作用力之后便加速。它所得到的动能是总共的作用力对它所做的功。
{\displaystyle W=\int {\vec {F}}\cdot d{\vec {s}}}
其中{\displaystyle W}代表功，{\displaystyle {\vec {F}}}代表物体所受到的总共的作用力，{\displaystyle {\vec {s}}}代表物体的位移。
根据牛顿第二定律，
{\displaystyle {\vec {F}}={\frac {d{\vec {p}}}{dt}}}
其中{\displaystyle {\vec {F}}}代表力，{\displaystyle {\vec {p}}}代表动量，{\displaystyle t}代表时间。
动量、速度与质量的关系为：
{\displaystyle {\vec {p}}=m{\vec {v}}}
其中{\displaystyle {\vec {p}}}代表动量，{\displaystyle m}代表质量，{\displaystyle {\vec {v}}}代表速率。
在牛顿力学中，一个物体的质量不随速率的改变而改变。
{\displaystyle W=\int {\frac {d{\vec {p}}}{dt}}\cdot d{\vec {s}}=\int m{\frac {d{\vec {v}}}{dt}}\cdot d{\vec {s}}=\int m{\vec {v}}\cdot d{\vec {v}}={\frac {1}{2}}\int md({\vec {v}}\cdot {\vec {v}})={\frac {1}{2}}mv^{2}+C_{0}}
其中{\displaystyle W}代表功，{\displaystyle {\vec {p}}}代表动量，{\displaystyle t}代表时间，{\displaystyle {\vec {v}}}代表速度，{\displaystyle v}代表速率，{\displaystyle m}代表质量，{\displaystyle C_{0}}代表不定常数。当物体的速率为零时，其动能亦为零。因此，
{\displaystyle E_{k}={\frac {1}{2}}mv^{2}}
其中{\displaystyle E_{k}}代表动能，{\displaystyle m}代表质量及{\displaystyle v}代表速率。

### 自转的物体
如果一个物体自转，它便有自转动能。自转动能是它的每一质点的平移动能的和。
{\displaystyle E_{r}={\frac {1}{2}}\int v^{2}dm={\frac {1}{2}}\int r^{2}\omega ^{2}dm={\frac {1}{2}}\omega ^{2}\int r^{2}dm={\frac {1}{2}}I\omega ^{2}}
其中{\displaystyle E_{r}}代表自转动能，{\displaystyle v}代表速率，{\displaystyle \omega }代表角速度，{\displaystyle m}代表质量及{\displaystyle r}代表质点到旋转轴间的距离。

## 相对论
在狭义相对论中，我们必须改变线性动量的表达式。
使用{\displaystyle m}表示静止质量，{\displaystyle \mathbf {v} }和{\displaystyle v}分别表示物体的速度和速率， 而{\displaystyle c}表示真空中的光速，我们假设线性动量{\displaystyle \mathbf {p} =m\gamma \mathbf {v} }， 其中{\displaystyle \gamma =1/{\sqrt {1-v^{2}/c^{2}}}}
分部积分得到
{\displaystyle E_{\text{k}}=\int \mathbf {v} \cdot d\mathbf {p} =\int \mathbf {v} \cdot d(m\gamma \mathbf {v} )=m\gamma \mathbf {v} \cdot \mathbf {v} -\int m\gamma \mathbf {v} \cdot d\mathbf {v} =m\gamma v^{2}-{\frac {m}{2}}\int \gamma d(v^{2})}
回忆{\displaystyle \gamma =(1-v^{2}/c^{2})^{-1/2}\!}，我们得到：
{\displaystyle {\begin{aligned}E_{\text{k}}&=m\gamma v^{2}-{\frac {-mc^{2}}{2}}\int \gamma d(1-v^{2}/c^{2})\\&=m\gamma v^{2}+mc^{2}(1-v^{2}/c^{2})^{1/2}-E_{0}\end{aligned}}}
其中{\displaystyle E_{0}}作为积分常数。
于是:
{\displaystyle {\begin{aligned}E_{\text{k}}&=m\gamma (v^{2}+c^{2}(1-v^{2}/c^{2}))-E_{0}\\&=m\gamma (v^{2}+c^{2}-v^{2})-E_{0}\\&=m\gamma c^{2}-E_{0}\end{aligned}}}
通过观察{\displaystyle \mathbf {v} =0,\ \gamma =1\!} 且 {\displaystyle E_{\text{k}}=0\!}，得到积分常数{\displaystyle E_{0}}应为
{\displaystyle E_{0}=mc^{2}\,}
并给出通常的公式
{\displaystyle E_{\text{k}}=m\gamma c^{2}-mc^{2}={\frac {mc^{2}}{\sqrt {1-v^{2}/c^{2}}}}-mc^{2}}

### 極限
{\displaystyle \lim _{v\rightarrow c}E_{\text{k}}=\infty }
當速度趋向光速，動能趋向無限，因此限制了速度的上限為光速，體現了相對論的自恰性。

利用泰勒公式：
{\displaystyle {\begin{aligned}E_{\text{k}}&={\frac {mc^{2}}{\sqrt {1-(v/c)^{2}}}}-mc^{2}\\&=mc^{2}(1+{\frac {1}{2}}v^{2}/c^{2}+{\frac {3}{8}}v^{4}/c^{4}+\cdots )-mc^{2}\\&=mc^{2}+{\frac {mv^{2}}{2}}+{\frac {3}{8}}{mv^{4}/c^{2}}+\cdots -mc^{2}\\&\approx {\frac {1}{2}}mv^{2}\end{aligned}}}
低速情況下，相對論中的表達式趨向於經典力學中的表達式。